# فرح أباد (فيروزكوه)
فرح أباد (بالفارسية: فرح‌آباد) هي قرية تقع في قسم حبلرود الريفي في إيران. يقدر عدد سكانها بـ 124 نسمة .

## أعلام
- كريم أميري فيروز كوهي